# Борач на Прачи
Борач (стсл. Боꙋачь, Боꙋчь, Бѡꙋчь, Боꙋьчь,Borac, Boraz, Boraç) је тврђава у Републици Српској (БиХ) подигнута на стрмим литицама изнад ријеке Праче код Рогатице, која се први пут се помиње у X вијеку. Некада је био симбол моћи властелинске породице Павловић, веома развијен и утицајан. У другој половини XV вијека тврђава је напуштања и спалиле су је Османлије.

## Историја
Средњовјековна престоница породице Павловића,који су у 15. вијеку под својом влашћу имали цијели крај од изворишта ријеке Босне до Дрине укључујући и трг у Рогатици. Представљена је на њиховом грбу, а по свом опсегу и архитектонском склопу спада међу највеће градове средњовековне Босне, уз Бобовац и Јајце. Први пут се у изворима јавља 15. августа 1393. године, када се у једном дубровачком документу помиње пренос 8 товара соли у њега. Ипак, Град Борач је подигнути и прије него што се 1393. помиње у писаним изворима. О томе говори и податак да се на печату кнеза Павла Раденовића са документа којим даје слободу трговине Дубровчанима из 1397. налази представа утврђеног града. Борачка жупа је у почетку представљала ниже управно тело. Источно од Борача налазило се трговачко и занатско насеље Подборач, данашње село Варошиште.  Простирао се димензијама од 25 хиљада м/2 и спада у највеће градове из тог времена на широј регији. Проширивањем граница, обухваћен је већи број насеља, па је Борач заједно са Варошиштем постао политички, привредни, културни и саобраћајни центар у земљама феудалаца. Борач који је ушао у фазу развијеног феудализма, Павловићи у својим повељама називају и „Славни град”. Куле Борча биле су осликане на свих шест печата које су Павловићи оставили. Османлије су га заузеле 1463. године, током освајања Босне. Након тога долази до великих промјена у овом дијелу и Борач губи свој свој стратешки значај. Предграђе је кратко опстало и већ 1485. године се наводи као напуштено утврђење.

### Погрешна идентификација
Град Павловића код Рогатице дуго времена је био погрешно индентификован. Ослањајући се на ауторитет Константина Јиречека у чијим записима се први пут помиње, рогатички Борач је често замјењиван са Бирчем код Власенице и данашњим херцеговачким Борчем на горњој Неретви. Дилеме о Борчу отклонио је Владимир Сакрић, који је из различитих списа закључио да остаци са именом Град и Варошиште, недалеко од жељезничке станице Месићи код Рогатице одговарају средњовјековном граду Борчу и предграђу Подборач.

## Географија и архитектура
Од Рогатице је удаљен око 10 km.
Град са дворовима Павловића био је изграђен на неприступачном мјесту, изнад лијеве обале Праче уз данашње село Варошиште. Град се састојао из више дијелова који говоре о различитим етапама градње. Обухватао је огроман комплекс некадашњих грађевина које се нижу у дужини од око 800 метара, а сама градња извршена је на три коте неједнаке висине.
Састојао се од две цјелине „Мале и Велике градине” и од градског насеља опасаног бедемима. Кулу су опасавали зидови дебљине и до три метра, па је град чија градња никад није завршена био један од најсигурнијих утврђења. На највисочијој коти, у комплексу Велике градине, вјероватно се налазио и двор Павловића. Да је град имао добро развијен саобраћај потврђује и калдрма којом су повезана сва три дијела: Велика стјена, Велика и Мала Градина. На десној обали Праче, утврђеном стазом се долазило на Вис, до Доловске Градине која је добила назив по селу Долови.
Постоји вјероватноћа да је Павловића Борач друга утврда таквог имена. Прва и старија била је на супротној страни Месића, између данашњих села Брчигово и Борач. Поред самог имена села Борач, постоји и видљив доказ - остаци неке утврде на узвишењу у самом селу.

### Подборач
У непосредној близини млађег Борча, налази се село Варошиште, локалитет Царина и некрополо стећака. Тај локалитет представља поменутно занатско насеље Подборач које је кроз дубровачке документе представљао и трг са караванском станицом. Подборач је временом постао важна караванска станица за Дубровчане који су возили робу за источну Босну и Србију. Неколицина Дубровчана без обзира на сталеж задржавала се на овом простору и трговала. Њихово присуство се смањује доласком Турака и смањењем значаја Борча и Подборча као караванске станице, али и као политичке престонице. Одласком Дубровчана, посао трговине преузимало је домаће становништво. Године 1437. изгласана је одлука о додјељивању поклона кнезу Подборча чије име није наведено. Дабижив Вуковић се у историјским књигама помиње као кнез у Подборчу од 1442. до 1445. године.

## Одрамбени систем града
Павловићи су бринули о безбедности своје престонице која је била пролазна станица за дубровачке караване и остале путнике. Петар Павловић је 1419. године купио у Дубровнику самостреле и барут за топове. Десет година касније и Радослав Павловић купује шест самострела. Наследници Радослава Павловића наставили су куповину самострела, бомбардијера у жељи да ојачају одрамбени систем града. То потврђују и камене кугле до величине људске лобање нађене у простору утврђења.